# Demos (politik)
Demos är grekiska för "de fria medborgarna" och är ett begrepp för den röstberättigade delen av en befolkning. För olika definitioner se bland annat Robert A. Dahl Demokratin och dess Antagonister (1989) och Joseph Schumpeter.